# Herb Reszla
Herb Reszla – jeden z symboli miasta Reszel i gminy Reszel w postaci herbu.

## Wygląd i symbolika
Herb przedstawia niedźwiedzia barwy brunatnej, wspinającego się po srebrnej lasce biskupiej (pastorale) ze złotą głowicą. Pole herbowe wypełnia wzór złożony z powtarzających się motywów stylizowanych żołędzi, zgrupowanych po cztery i ułożonych w grupy o kształcie liter „X”, na ciemnozielonym tle.

## Historia
Wersja z 2001 roku jest zmodyfikowanym graficznie wariantem herbu używanego od XIV wieku, we wcześniejszych niedźwiedź barwy czarnej wraz z pastorałem umieszczony był na białym tle. Użycie w herbie pastorału ma symbolizować związek z kapitułą warmińską, do której przynależał Reszel i która dokonała lokacji miasta.